# Dermestes elegans
Dermestes elegans is een keversoort uit de familie spektorren (Dermestidae). De wetenschappelijke naam van de soort werd in 1830 gepubliceerd door Gebler.